# ヤフヤー・ブン・シャラフ・ナワウィー

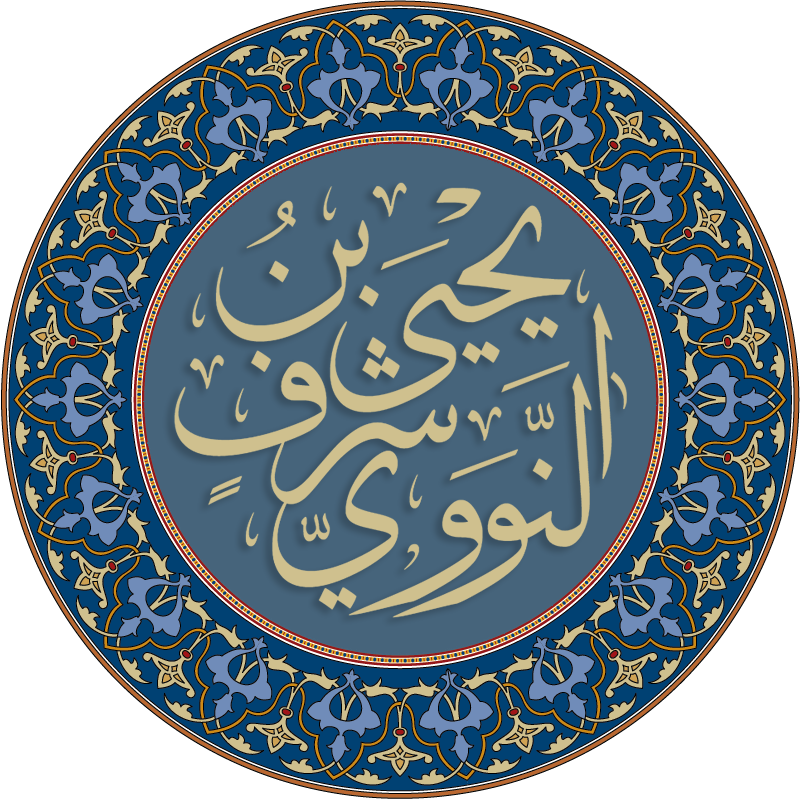
「ヤフヤー・ブン・シャラフ・（アン）ナワウィー」の名前をアラビア文字で装飾的に書いた書道作品

アブ・ザカリア・ヤフヤー・ブン・シャラフ・アル=ナワウィー（アラビア語: أبو زكريا يحيى بن شرف النووي、1233年 - 1277年）は、13世紀シリアのイスラーム法学者、ハディース学者。ダマスクスに近いナワー村に生まれ、18歳よりダマスクスで学究の日々を送った（#生涯）。ナワウィーは、スンナ派シャーフィイー派の学統に連なり、同学派の見解に沿った法的判断の手引書の著作などで知られるが、40あまりの伝承を集めたナワウィーの注解付きハディース集『アルバイーン・ナワウィーヤ』は学派の違いを超えて広くムスリムに受容されている（#著作）。

## 生涯
「ナワウィー」という呼び名は出身地の村の名前から派生したニスバで、クンヤとイスムとナサブは、アブー・ザカリーヤー・ヤフヤー・ブン・シャラフという。ナワウィーにはムヒッディーンのラカブがあり、敬意や尊敬を込めてムヒッディーン・ナワウィー、イマーム・ナワウィーと呼ばれることもある。
イブン・アッタール（1256-1324）というナワウィーの弟子で、ナワウィーより一世代下のダマスクスのウラマーが、ナワウィーの伝記（Tuḥfat aṭ-ṭālibīn fī tarjamat al-’imām Muḥyiddīn）を書いている。イブン・アッタールによると、ナワウィーはヒジュラ暦631年ムハッラム月（グレゴリオ暦1233年10月）に、ダマスカスの南にあるナワー村で生まれた。
ナワウィーは18歳のときダマスクスへ行き、以後、そこで学究の日々を送った。1253年にはメッカへの巡礼（ハッジ）を果たした。以後、15年間ほどの間、ムフティーやカーディーなどの公職に就くことなく市井のウラマーであったが、1267年にアブー・シャーマ Abu Shāma という人物の跡を継いでアシュラフィーヤ・ハディース学院の長になった。
旱魃の続いたある年、ナワウィーはダマスクスの街を代表して、マムルーク朝のスルターン、ルクヌッディーン・バイバルスに税負担の軽減を求めた。バイバルスはこれに怒り、ナワウィーをダマスクスから追放させた。バイバルスはその後まもなくして毒殺され、ナワウィーはダマスクスに戻った。
ナワウィーはヒジュラ暦676年ラジャブ月24日の水曜日に、故郷のナワー村の実家で亡くなった。没年はグレゴリオ暦では1277年にあたる。イブン・アッタールなど複数の史料には、ナワウィーが亡くなったという報せが翌木曜日中にダマスクスに届き、さらに翌日のウマイヤ・モスクにおける金曜礼拝では深い悲しみの中、ナワウィーに祈りが捧げられたことが記載されている。

## 著作

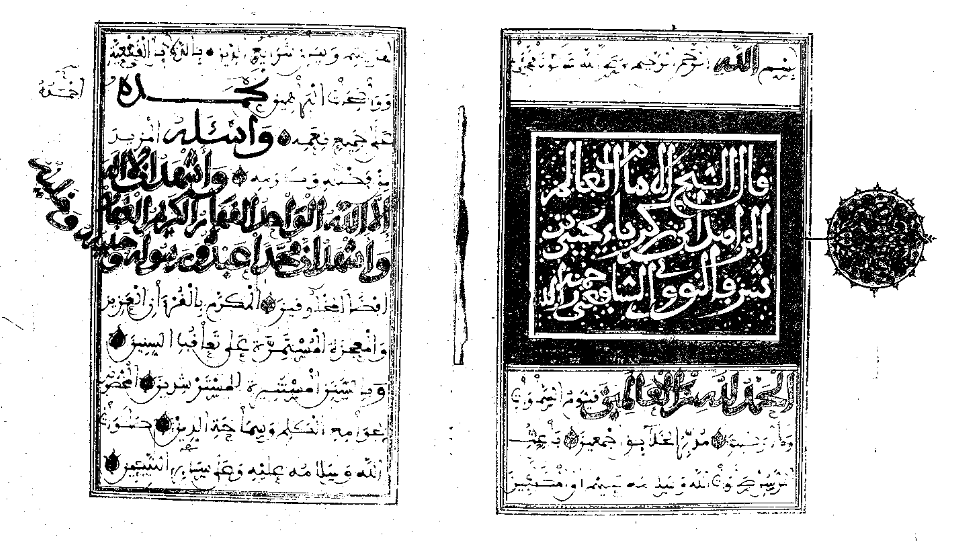
ダブリンのチェスター・ビーティ図書館が所蔵する『アルバイーン・ナワウィーヤ』の手写本の一つ

ナワウィーの著作は少なくとも50点以上はある。代表的なものの一つ、『ミンハージュル・ターリビーン』（Minhaj al-Talibin, منهاج الطالبين وعمدة المفتين في فقه الإمام الشافعي）は、シャーフィイー派の見解に沿ったイスラーム法学入門書の古典とされている。
『マジュムー・シャルフル・ムハッザブ』（al-Majmu' sharh al-Muhadhdhab المجموع شرح المهذب）は、シャーフィイー派の見解に基づいて法的判断を行うための手引書であり、1899年にフランス語訳つき校定本が出版されている。
『リヤード・サーリヒーン』（Riyadh as-Saaliheen, رياض الصالحين, 公正の庭）は、テーマ別に聖典クルアーンの章句を引用し、それに関連するハディースを示し、注釈を加えた実用的な宗教書である。
『アルバイーン・ナワウィーヤ』（al-arbaʿīn al-nawawiyya, الأربعون النووية）は、40あまりの伝承を集めた注解付きハディース集である。本書は法学派の違いを超えて広くムスリムに受容されており、本書自体への注釈書もおびただしいほどの数、存在する。日本語訳も存在し、黒田壽郎による翻訳で1980年にイスラミックセンター・ジャパンから『40のハディース』という書名で出版された。日本語訳者黒田壽郎によると『アルバイーン・ナワウィーヤ』は、全部で42個という僅かな数の伝承をもとにイスラームの総合的な理解が得られるように意図されている。

## 思想
ナワウィーの人となりについては「深い知識があり、世俗を避け、多神教（munkar）を禁じ一神教（maᶜrūf）を勧めることをすべてのムスリムに奨励する、信仰の導き手」であったという評がある。
ナワウィーはアシュアリー派神学を信奉し、『クルアーン』を解釈する際は信仰的側面を強調した。
ナワウィーはまた、スルターン・バイバルスとの対立に見られるように、ときの為政者に妥協することなく慣行（スンナ）を重視する聖戦（ジハード）を行うことを唱道した。ナワウィーの政治思想は、ダマスクスのウマイヤ・モスクで論陣を張ったスンナ派の「活動家的イマーム」（英: activist imams）へと受け継がれていく。イブン・タイミーヤ（1263-1328）はそうしたイマームの代表的な人物である。